# Miras (canal de televisión)
Miras, es un canal de televisión de Turkmenistán. Al igual que otros canales de televisión en el país, esta administrada por el estado. Inició transmisiones en el año 2001. Es un canal que emite programas culturales y programas sobre el patrimonio de Turkmenistán.

## Historia
El canal inició transmisiones en 1998, luego de que se pusiera fin a las retransmisiones de Piervy Kanal en el país. En sus inicios, el canal se denominó TMT 3. No fue sino hasta el año 2001, cuando fue renombrado a su nombre actual.

## Programación
Casi todos los programas de Miras son de producción propia. Posee boletines informativos sobre la vida cultural del país y del extranjero, clubes de debate y retransmisiones de conciertos y teatros. Además, retransmite el noticiero Watan Habarlary, al igual que sus canales hermanos Altyn Asyr y Ýaşlyk.
El canal emite dos horas diarias de algunos programas grabados de Piervy Kanal. Antes de su emisión, la dirección del canal, junto con los supervisores del Ministerio de Seguridad Nacional, examina cuidadosamente el contenido de los programas emitidos desde Moscú.